# صادرات لحوم البقر الأمريكية في اليابان

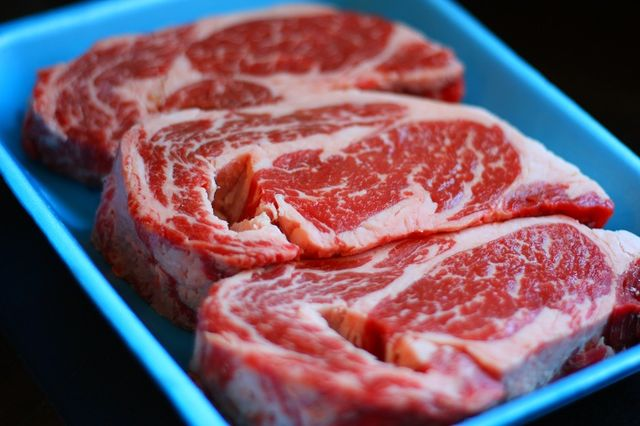

كانت صادرات لحوم البقر الأمريكية  في اليابان  قضيةً مثيرةً للجدل في العلاقات الأمريكية اليابانية، بعد اكتشاف مرض جنون البقر في ولاية واشنطن.

## حظر الاستيراد
علَّقت اليابان في أواخر عام 2003 جميع واردات لحوم البقر الأمريكية بسبب وقوع حالة إصابة واحدة جنون البقر واحدة في ولاية واشنطن شمال غربي البلاد. كانت اليابان أكبر سوق لصادرات لحوم البقر الأمريكية، حيث بلغت قيمة التبادل التجاري 1.2 مليار دولار سنة 2003. وافقت اليابان خلال شهر ديسمبر من عام 2005 على إزالة القيود المفروضة على استيراد لحوم البقر الأمريكية، ولكن أوقفت في شهر يناير التالي، الواردات مجددا بسبب عثور المفتشين على قطعان من الماشية المحظورة في إحدى شحنات لحم العجل القادمة من الولايات المتحدة. فرضت اليابان مرة أخرى منعا على جميع واردات لحوم البقر الأمريكية في يناير عام 2006، أي بعد مضي ستة أسابيع فقط من بدء الحكومة اليابانية بالسماح بخول لحوم البقر الخالية من العظم ومن العجول التي يقل عمرها عن الواحد والعشرين شهراً. واستمر هذا الحظر لمدة عامين اثنين، بسبب وجود مادة عظمية في شحنة من شحنات لحم العجل الواردة من ولاية نيويورك. وبعد إقرار وزير الزراعة الأمريكي مايك جوهانز بأن الشحنة قد انتهكت اللوائح اليابانية، وتبِعَ اليابان بالقيام بتخفيف قيود الاستيراد كل من هونغ كونغ وكوريا الجنوبية وسنغافورة.
في عام 2003، استأثرت اليابان بمبلغ 1.4 مليار دولار من المبيعات العالمية للبقر واللحوم الأمريكية بقيمة 3.9 مليار دولارمن بينهم حالتان من مرض جنون البقر في الولايات المتحدة و 21 حالة في اليابان في ذلك الوقت.
رفعت اليابان الحظر المفروض على استيراد الحوم من الأبقار التي يبلغ عمرها 20 شهرًا وأقل بتاريخ 27 يوليو عام 2006، وتُقبل اللحوم من الأبقار التي يقل عمرها عن 21 شهرا فقط؛ مع إزالة الحبل الشوكي والفقرات والأدمغة ونخاع العظام منها، وذلك بغية حماية المستهلكين اليابانيين من مرض جنون البقر. وقال ميتشيكو كامياما وويوكو تومياما من منظمة مراقبة سلامة غذاء المواطن، إزاء الأمر: «لقد وضعت الحكومة خطتها على الأولوية السياسية بين البلدين، وليس على سلامة الغذاء أو صحة الإنسان.» انتقد اتحاد المستهلكين اليابانيين (باليابانية: 日本消費者連盟) بشدةٍ عام 2005 استئناف استيراد لحوم البقر من الولايات المتحدة بسبب المخاوف من مرض جنون البقر. وقال ياسواكي يامورا لشبكة سي بي إس نيوز: "لقد تم التوصل إلى هذا الاستنتاج على نحو سياسي وعاجل استجابةً للطلب الأمريكي على استئناف استيراد.لحوم الأبقار من الولايات المتحدة".